# Utriculofera variegata
Utriculofera variegata är en fjärilsart som beskrevs av Rothschild 1912. Utriculofera variegata ingår i släktet Utriculofera och familjen björnspinnare. Inga underarter finns listade i Catalogue of Life.